# タンキシュ王国
タンキシュ王国は、中世初期の王国で、北東アフリカ地域を中心としていた。ヤアクービーによるとタンキシュは9世紀、この地域に存在したベジャ人の6つの国の一つであった。王国はアスワンとマッサワの間にあった。